# Anne Marie Pohtamo
Anne Marie Pohtamo est une finlandaise née le 15 août 1955 à Helsinki. 
Elle a été couronnée Miss Finlande 1974 et Miss Univers 1975 à San Salvador.
Anne Marie est la dernière Miss Univers de nationalité finlandaise à être couronnée à ce jour.